# Ігумново (Бабаєвський район)
Ігумново — присілок в Бабаєвському районі Вологодської області Росії.
Входить до складу Борисовського сільського поселення (з 1 січня 2006 року по 13 квітня 2009 року входила в Афанасовський сільське поселення).
Відстань по автодорозі до районного центру Бабаєво — 55 км, до центру муніципального утворення села Борисово-Судське по прямій — 15 км. Найближчі населені пункти — с. Велике Борилово, с. Мале Борилово, с. П'ячкалово. Станом на 2002 рік постійного населення не було.